# Stenotomus
Stenotomus és un gènere de peixos pertanyent a la família dels espàrids.

## Taxonomia
- Stenotomus caprinus (Jordan & Gilbert, 1882)[4]
- Stenotomus chrysops (Linnaeus, 1766)[5][6][7][8][9]